# سان‌فرانسیسکو (آرژانتین)
سان فرانسیسکو (به اسپانیایی: San Francisco) شهری در کشور آرژانتین، استان کوردوبا، آرژانتین است که در سال ۲۰۰۹ میلادی، حدود ۵۸۷۷۹ نفر جمعیت داشته است.